# Ayad Lamdassem
Ayad Lamdassem El Mouhcine (Sidi Ifni, Marruecos, 11 de octubre de 1981) es un atleta español especializado en carreras de larga distancia. Fue plusmarquista español de maratón entre diciembre de 2020 y noviembre de 2023.

## Trayectoria deportiva
Nacido en Marruecos en 1981, obtuvo la nacionalidad española el 14 de junio de 2007. Ese mismo año fue campeón de España de 10 000 m por primera vez.
En 2008 debutó como internacional español en los Juegos Olímpicos de Pekín, donde terminó 24.º en los 10 000 m. Dos años después fue 4.º en la misma distancia del Campeonato de Europa, celebrado en Barcelona.
El 6 de diciembre de 2020 batió el récord de España de maratón con una marca de 2h06:35, conseguida en el maratón de Valencia.
En los Juegos Olímpicos de Tokio 2020 quedó en quinto lugar, con un tiempo de 2:10:16, disputando la presencia en el podio hasta los últimos metros.
El 20 de febrero de 2022 volvió a batir su propio récord de España al correr la maratón Ciudad de Sevilla en un tiempo de 2h06:25. y lo mantuvo hasta que Tariku Novales lo batió en noviembre de 2023. En verano participó en el Campeonato de Europa, donde acabó sexto y logró el bronce por equipos.

## Competiciones internacionales
| Año  | Competición                         | Sede         | Puesto            | Prueba                    | Marca    |
| ---- | ----------------------------------- | ------------ | ----------------- | ------------------------- | -------- |
| 2008 | Juegos Olímpicos                    | Pekín        | 24.º              | 10 000 m                  | 28:13.73 |
| 2009 | Campeonato Mundial                  | Berlín       | DNF               | 10 000 m                  | --       |
| 2010 | Campeonato Iberoamericano           | San Fernando | Medalla de oro    | 5000 m                    | 13:32.48 |
| 2010 | Campeonato Europeo                  | Barcelona    | 4.º               | 10 000 m                  | 28:34.39 |
| 2012 | Campeonato Europeo                  | Helsinki     | 6.º               | 10 000 m                  | 28:26.46 |
| 2012 | Juegos Olímpicos                    | Londres      | 23.º              | 10 000 m                  | 28:49.85 |
| 2013 | Campeonato Mundial                  | Moscú        | DNF               | Maratón                   | --       |
| 2014 | Campeonato Mundial de Media Maratón | Copenhague   | 17.º              | Media maratón             | 1:01:22  |
| 2016 | Campeonato Mundial de Media Maratón | Cardiff      | 18.º              | Media maratón             | 1:03:29  |
| 2016 | Campeonato Europeo                  | Ámsterdam    | 11.ª              | Media maratón             | 1:04:13  |
| 2016 | Campeonato Europeo                  | Ámsterdam    | Medalla de plata  | Media maratón por equipos | 1:04:13  |
| 2017 | Campeonato Mundial                  | Londres      | DNF               | Maratón                   | --       |
| 2018 | Campeonato Mundial de Media Maratón | Valencia     | 28.º              | Media maratón             | 1:02:14  |
| 2018 | Juegos Mediterráneos                | Tarragona    | DNF               | Media maratón             | --       |
| 2020 | Campeonato Mundial de Media Maratón | Gdynia       | 31.º              | Media maratón             | 1:01:21  |
| 2021 | Juegos Olímpicos                    | Sapporo      | 5.º               | Maratón                   | 2:10:16  |
| 2022 | Campeonato Europeo                  | Múnich       | 6.º               | Maratón                   | 2:10:52  |
| 2022 | Campeonato Europeo                  | Múnich       | Medalla de bronce | Maratón por equipos       | 2:10:52  |
| 2023 | Campeonato Mundial                  | Budapest     | 22.º              | Maratón                   | 2:12:59  |

1. ↑  Las carreras en ruta de los Juegos Olímpicos de Tokio 2020 se disputaron en Sapporo.

## Mejores marcas personales
- 3000 m: 7:45,55, 7 de junio de 2005, Huelva (España)
- 5000 m: 13:17,49, 20 de junio de 2006, Huelva (España)
- 10.000 m: 27:45,58, 12 de julio de 2008, Vigo (España)
- 10 km en Ruta: 28:09, 16 de mayo de 2010, Mánchester (Reino Unido)
- Media maratón: 1h01:21, 17 de octubre de 2020, Gdynia (Polonia)
- Maratón: 2h06:25, 20 de febrero de 2022, Sevilla (España)